# Neferkamin I.
Neferkamin I. bi lahko bil faraon Osme egipčanske dinastije, ki je vladala v Prvem vmesnem obdobju Egipta (okoli 2181-2055 pr. n. št.)
Na Abidoškem seznamu kraljev (vnos 47) je njegovo prestolno ime zapisano kot  Sneferka. Zapis je verjetno napačen in bi se moral glasiti  "Neferkamin". Pravilno zapisano ime je ob imenu faraona Nikareja  napisano na zlati zaponki, ki jo hrani Britanski muzej. 
Zanjo se domneva, da bi lahko bila ponarejena.

## Sklic
1. ↑  Gold plaque EA 8444 in the British Museum.

## Vir
- Darrell D. Baker. The Encyclopedia of the Egyptian Pharaohs. Volume I: Predynastic to the Twentieth Dynasty (3300-1069 BC). Bannerstone Press. Oakville 2008. str. 262–263. ISBN 978-0977409440.

| Neferkamin I. Osma egipčanska dinastija |                                                                       |                   |
| Vladarski nazivi                        |                                                                       |                   |
| Predhodnik: Merenhor                    | Faraon Egipta Prvo vmesno obdobje Egipta (okoli 2181-2055 pr. n. št.) | Naslednik: Nikare |